# Jean-Louis Caccomo
Jean-Louis Caccomo né le 23 juin 1963 à Carcassonne est un économiste et universitaire français spécialisé sur la théorie de l'innovation et l'économie du tourisme. Il est maître de conférences à l'université de Perpignan. Engagé dans la droite libérale, défenseur de l'école autrichienne d'économie, il entre plusieurs fois en opposition avec les institutions universitaires.

## Biographie

### Carrière académique
Il est docteur en sciences économiques de l'université d'Aix-Marseille II. Maître de conférences, il est responsable des relations internationales du département « Économie & Management » et directeur du Master professionnalisé « Économiste Financier » à l'université de Perpignan.
Il a été consultant auprès de l'Organisation mondiale du tourisme et participe à des programmes de coopération académique sur le thème de la formation supérieure et de la recherche en économie du tourisme[source insuffisante].
En 2006, selon le journaliste Éric Brunet publiant dans son ouvrage Être de droite : un tabou français, Jean-Louis Caccomo est exclu de promotions pour certaines de ses prises de position jugées comme non conformes au « politiquement correct » de l'Université française. Brunet déclare ainsi : « Dans mon livre, je raconte l'histoire de ce professeur d'économie français, Jean-Louis Caccomo, connu dans le monde entier, et que l'université française a muté dans l'université décentralisée de Mende, en Lozère ».

### Activités dans les médias
Il a été chroniqueur économique à l'Agefi, quotidien suisse de l’économie et des finances, et a écrit des contributions dans Les Échos, Le Monde, Le Figaro, Le Midi libre ou encore Valeurs actuelles. Il participe depuis septembre 2001 au journal libertarien en ligne Le Québécois Libre. Il est depuis 2007 chroniqueur dans Politique magazine.
En 2016, avec Jean-Christophe Giesbert et Jean-Marcel Bouguereau, il cofonde un magazine et réseau social politique, Politic Région. En 2018, le magazine est placé en liquidation judiciaire pour des raisons financières.

### Engagement politique
Il a un temps été responsable local d'Alternative libérale à Perpignan et participe aux Cercles libéraux catalans ou à la Fête de la liberté. Il tient les blogs Chroniques de résistance et Chroniques en liberté, dans lesquels il défend l'idée d'un libéralisme ancré à droite et critique vis-à-vis du gouvernement. Il est particulièrement critique du concept de « justice sociale ».

### Affaire judiciaire
(2019).
Le texte peut changer fréquemment, n’est peut-être pas à jour et peut manquer de recul. 
Le titre et la description de l'acte concerné reposent sur la qualification juridique retenue lors de la rédaction de l'article et peuvent évoluer en même temps que celle-ci.
En 2009, il témoigne de tentatives de corruption qu'il a constatées au sein de son université.
En 2013 et 2014, il est hospitalisé au centre hospitalier de Thuir (Pyrénées-Orientales) puis en clinique psychiatrique jusqu'au 20 juin 2014 à la suite d'un signalement effectué par le président de l'université, Fabrice Lorente. Il porte plainte contre l'université de Perpignan et l'hôpital à l'origine de son internement psychiatrique, qu'il conteste et juge illégal : le jugement de janvier 2017 ne remet pas en cause la légalité de l'internement initial mais condamne l'hôpital pour un renouvellement « irrégulier ». Le montant du dédommagement est fixé à 5 000 euros et 2 000 euros de frais de justice. L'université n'est pas condamnée. Il fait appel, estimant que la responsabilité de l'université était aussi engagée.
En 2019, il porte plainte contre le président de l'université de Perpignan pour « actes de torture », arguant que le président de l'université lui a fait subir des représailles après qu'il avait relayé des dénonciations de corruption de la part d'étudiants souhaitant acheter leur diplôme universitaire.

### Livres
- Les défis économiques de l'information: La numérisation, Éditions L'Harmattan, Paris, 1996 / 2000,  (ISBN 2738446620), 126 p.
- L'innovation dans l'industrie touristique. Enjeux et stratégies, Éditions L'Harmattan, 2003,  (ISBN 274750431X).
- L'épopée de l'innovation : Innovation technologique et évolution économique, Éditions L'Harmattan, 2005,  (ISBN 2747580156), 146 p.
- La troisième voie : impasse ou espérance : Ou comment la France se complaît dans l'impasse au risque de passer à côté de l'espérance, Édition Les Presses littéraires, 2006,  (ISBN 2350731545), 180 p.
- Fondements d'économie du tourisme : Acteurs, marchés, stratégies, De Boeck, 2007,  (ISBN 2804153304), 225 p.
- Tourisme et frontières, Éditions L'Harmattan, 2007,  (ISBN 229602954X).
- Le modèle français dans l'impasse. Pour une troisième voie qui marche, éditions Tatamis, Paris, 2013.
- Histoire des faits économiques, Ellipses Marketing, 2015,  (ISBN 2340007011).

### Articles et contributions
- 2000, « National innovation Systems and Evolutionary Theory: a panorama of the Literature », Journal des économistes et des études humaines, vol 10, n°4
- 2002, 
  - a. « Système nationaux d’innovations, changement technologique et cycles économiques », dans C. Diebolt, J. L. Escudier, La croissance économique dans le long terme. Formes historiques et prospective, L'Harmattan, Collection Logiques Économiques, Paris
  - b. « La mondialisation : réflexion autour d’un concept ambiguë », dans R. Granier et M. Robert, dir., Culture et structures économiques, Economica, Paris
- 2007,
  - a. « Analyse économique du secteur touristique : application au cas des DOM », dans N. Levratto, dir., Comprendre les économies d’outre-mer, L’Harmattan, Paris
  - b. Fondements de l’économie du tourisme, De Boeck Université, Bruxelles
  - c. dir., « Tourisme et frontières »", L’Harmattan, Paris
- 2010, « L’approche évolutionniste dans l’analyse économique : le concept de rationalité revisité », dans M. Amblard, La rationalité, mythes et réalités, L’Harmattan, Paris
- 2012, Libres ! - 100 auteurs / 100 idées, collectif la main invisible, passage 46 : L’Inculture économique des Français.